# خورسیف
خورسیف یا خورشیف که احتمالاً همان شهر خورشید است از شهرهای باستانی فارس قدیم در ساحل خلیج فارس که یاقوت آنرا یک شهری بین سینیز و سیراف می‌داند که دارای بازارهای کوچک است که ملاحان در آن خواربار خود را می‌خرند و پس از گذشتن از باریکه‌ای از دریا که یک فرسنگ است به آنجا می‌توان رسید. خور بمعنی خلیج کوچک و سیف به معنی ساحل و کناره دریا است. خورسیف در مصب یکی از رودخانه‌های استان بوشهر در جنوب ایران بوده‌است. ممکن است این شهر در خور زیارت، مصب رود مند یا در مصب رودخانه کوچکتر دیگری بوده باشد.
رضا طاهری در کتاب از مروارید تا نفت می‌نویسد: «ابن بلخی می‌گوید: نجیرم و حورشی (خورشی)، نجیرم شهرکی است و حورشی دهی و جمله از اعمال سیراف است و گرمسیر عظیم است. احتمالاً با توجه به این‌که نجیرم در خورسیف مفظر واقع بوده‌است و خورسیف یا خورشیف یا حورشی، دهی بوده‌است در مسیر سیراف به نجیرم (دیر و بردستان) و در نزدیکی خور بردستان و بین خور شمال بندر کنگان و بَنَک، به این منطقه خورِ سیف مظفر گفته می‌شده‌است. پاول شواتس در بررسی خورشیف می‌نویسد: این سوی سیراف، خورسیف قرار داشت که احتمالاً همان خورشید است. نجیرم در زمان افول سیراف رونق بیش‌تری یافت اما این رونق تا سالیان دراز پایدار نبود و نجیرم که بارانداز و بندر کمکی در کنار سیراف بود و بازارچه و کاروان‌سرا داشت، با تغییر بندر اول ایران از سیراف به کیش و سپس هرمز به بوتهٔ فراموشی سپرده شد. به نظر می‌رسد جایگزین نجیرم در قرن‌های ششم و هفتم هجری، خورسیف یا خورشیف شده‌است. رونق نجیرم در زمان سیراف و آداب فرهنگی و وضعیت اجتماعی آن را می‌توان به عنوان گوشه ای از تمدن سیراف بررسی کرد و رونق خورشیف را در بازهٔ تاریخی عصر مغول و ایلخانانان؛ و در دورهٔ صفوی کنگان جایگزین خورشیف شد.»